# Odore di spigo
Odore di spigo è un film drammatico del 1988, diretto da Amasi Damiani.

## Trama
Un anziano avverte il peso della solitudine; incapace di soluzioni alternative e non volendo gravare la compagna coi suoi problemi, cerca l’amicizia d’un giovane in grado di ridonargli entusiasmo e vitalità. Trova conforto in uno studente universitario, col quale instaura un rapporto profondo e familiare. L’esperienza giova a entrambi: l’anziano ricomincia a credere nella vita e il giovane trae utili insegnamenti dall’esperienza dell’insolito amico.